# Butes l'argonauta
Butes (grec antic: Βούτης) és un personatge àtic de la mitologia grega, fill de Teleont, que fou un dels membres de l'expedició dels argonautes.
Quan els argonautes passaren per davant l'illa de les sirenes, Orfeu feu un contracant tan melodiós que els tripulants de l'Argo no varen sucumbir a la seva atracció; llevat de Butes, que es va llançar al mar per anar a trobar-les, si bé Afrodita el va salvar, rescatant-lo i portant-lo cap a Lilibèon, a la costa occidental de Sicília. Amb Afrodita va infantar Èrix.
De vegades no és considerat un argonauta, sinó un rei indígena de Sicília.

## Recepció literària
- Pascal Quignard, Boutès (2008).